# المجلس الأعلى للدولة (ليبيا)
المجلس الأعلى للدولة هو مؤسسة تنفيذية وهيئة استشارية أسست في ليبيا بعد اتفاق وقع في 17 ديسمبر 2015 تحت رعاية الأمم المتحدة بهدف وضع حد للحرب الأهلية الليبية الثانية.

## المهام
حسب المواد 19 و 20 و 21 و 22 و 23 و 24 و 25 من اتفاق الصخيرات الموقع في 17 ديسمبر 2015 فإن :
- 1. مجلس الدولة هو أعلى مجلس استشاري للدولة يقوم بعمله باستقلالية وفقاً للإعلان الدستوري المعدل ووفقاً لاتفاق الصخيرات والتشريعات الليبية النافذة ويكون له الشخصية القانونية الاعتبارية والذمة المالية المستقلة.
- 2. يتولى المجلس بالأغلبية التي يقرها نظامه الداخلي خلال فترة أقصاها 21 يوماً من تاريخ عرض مشاريع القانون عليه إبداء الرأي الملزم لحكومة الوحدة الوطنية في تلك المشاريع قبل إحالتها إلى مجلس النواب الليبي وللمجلس حق قبول أو رفض تلك المشروعات.
- 3. يتولى المجلس إبداء الرأي الاستشاري والاقتراحات اللازمة ل حكومة الوفاق الوطني الليبية في القضايا المتعلقة بإبرام الاتفاقيات الدولية والانضمام إليها.
- 4. يتعين على المجلس الرد كتابياً على أي طلب من حكومة الوفاق الوطني في غضون 21 يوماً من تاريخ استلامه.
- 5. ينظم المجلس عمله وفق الملحق رقم 3 بالاتفاق السياسي.
- 6. في أول اجتماع له ينتخب المجلس رئيساً له ونائبين ومقرر ويضع اللائحة الداخلية الخاصة به ويعقد اجتماعاته بصفة دورية خلال فترة لا تتجاوز 30 يوماً بين كل اجتماع.
- 7. يكون المقر الرئيسي لمجلس الدولة بالعاصمة طرابلس ويجوز له عقد اجتماعاته في أي مدينة أخرى.
- 8. ينتهي عمل المجلس الأعلى للدولة بانتهاء عمل مجلس النواب وفقاً لنص اتفاق الصخيرات .
- 9. بدون الإخلال بالصلاحيات التشريعية لمجلس النواب، يقوم مجلس النواب ومجلس الدولة بتشكيل لجنة مشتركة بينهما قبل شهرين من انتهاء عمل الهيئة التأسيسية لصياغة مشروع الدستور مهمتها اقتراح مشروعي قانوني الاستفتاء والانتخابات العامة الضروريان لاستكمال المرحلة الانتقالية والتشريعات الأخرى ذات الصلة وتقدم مشاريع القوانين لمجلس النواب لإقرارها.
- 10. يلتزم مجلس الدولة ومجلس النواب وحكومة الوفاق الوطني بتعزيز التعاون والتنسيق فيما بينهم لتوفير أجواء مناسبة لإجراء الستفتاء على الدستور وإجراء الانتخابات العامة والتداول السلمي للسلطة.
- 11. يختص مجلس الدولة كذلك بدراسة واقتراح السياسات والتوصيات اللازمة حول موضوعات : دعم تنفيذ الاتفاق السياسي ودعم الوحدة الوطنية وحماية المقومات الأساسية للمجتمع ومشروعات التنمية الاقتصادية والاجتماعية وفقاً لبرنامج عمل الحكومة وأولوياتها ومكافحة الإرهاب والعنف والتطرف والإقصاء ودعم جهود المصالحة الوطنية والسلم الاجتماعي من خلال الآليات القائمة والعودة الطوعية والآمنة للمهجرين والنازحين ودور الإعلام في دعم جهود إحلال السلام ونبذ ثقافة العنف والكراهية ودعم ومساندة لجان تقصي الحقائق ومؤسسات مكافحة الفساد في أدائها لواجباتها.
- 12. يبدي مجلس الدولة رأيه في المسائل الأخرى التي ترى حكومة الوفاق الوطني أن تستشيره فيها وله في سبيل ذلك أن يعد المذكرات والدراسات والتقارير اللازمة على أن يسترشد لدى تقديم مقترحاته بالمعايير والمحددات التي تضعها له الحكومة.
- 13. يجوز للمجلس في سبيل أدائه لمهامه تشكيل لجان متخصصة من بين أعضائه.

## الرؤساء
- عبد الرحمن السويحلي (6 أبريل 2016 – 4 أبريل 2018)
- خالد المشري (4 أبريل 2018 – 6 أغسطس 2024)
- محمد تكالة (27 يوليو 2025 - الآن)[4]

## مقالات ذات صلة
- المجلس الرئاسي (ليبيا)
- اتفاق الصخيرات
- حكومة الوحدة الوطنية (ليبيا)
- الحرب الأهلية الليبية (2014–الآن)